# Nina Arianda
Nina Arianda, född 18 september 1984 i New York, är en amerikansk skådespelare.
Arianda har bland annat medverkat i filmerna Midnatt i Paris från 2011, Helan & Halvan från 2018 och Richard Jewell från 2019.

## Filmografi (i urval)
- 2011 – Midnatt i Paris
- 2011 – Higher Ground
- 2016 – Florence Foster Jenkins
- 2016–2021 – Goliath (TV-serie)
- 2018 – Helan & Halvan
- 2019 – Richard Jewell
- 2021 – Att vara Ricardos
- 2024 – Greedy People